# Bracon melanocheirus
Bracon melanocheirus är en stekelart som beskrevs av Szepligeti 1906. Bracon melanocheirus ingår i släktet Bracon och familjen bracksteklar. Inga underarter finns listade.